# Mark Bowen
Mark Bowen (n. 7 decembrie 1963, Neath⁠(d), Țara Galilor, Regatul Unit) este un fost fotbalist galez.
Între 1986 și 1997, Bowen a jucat 41 de meciuri și a marcat 3 goluri pentru echipa națională a Țării Galilor.

## Statistici
| Țara Galilor | Țara Galilor | Țara Galilor |
| An           | Meciuri      | Goluri       |
| ------------ | ------------ | ------------ |
| 1986         | 2            | 0            |
| 1987         | 0            | 0            |
| 1988         | 2            | 0            |
| 1989         | 6            | 1            |
| 1990         | 1            | 0            |
| 1991         | 3            | 0            |
| 1992         | 8            | 2            |
| 1993         | 3            | 0            |
| 1994         | 4            | 0            |
| 1995         | 6            | 0            |
| 1996         | 5            | 0            |
| 1997         | 1            | 0            |
| Total        | 41           | 3            |